# Delta Air Lines
Delta Air Lines é uma das principais companhias aéreas dos Estados Unidos e uma companhia aérea legada com sede em Atlanta, Georgia. É a companhia aérea mais antiga em operação nos Estados Unidos e a sétima mais antiga operando em todo o mundo. A Delta, juntamente com suas subsidiárias e afiliadas regionais, incluindo a Delta Connection, opera mais de 5 400 voos diários e serve 325 destinos em 52 países em seis continentes. A Delta é membro fundador da aliança de companhias aéreas SkyTeam. No final de 2023, tinha 100 000 funcionários.
A Delta tem nove hubs, com o Aeroporto Internacional de Atlanta Hartsfield-Jackson sendo o maior em termos de total de passageiros e número de partidas. Ocupa o segundo lugar entre as maiores companhias aéreas do mundo em número de passageiros transportados, passageiros-milhas voados e tamanho da frota. É classificada em primeiro lugar em receita para companhias aéreas de propriedade comercial, bem como em valor de marca, e 113º na Fortune 500.

## Frota

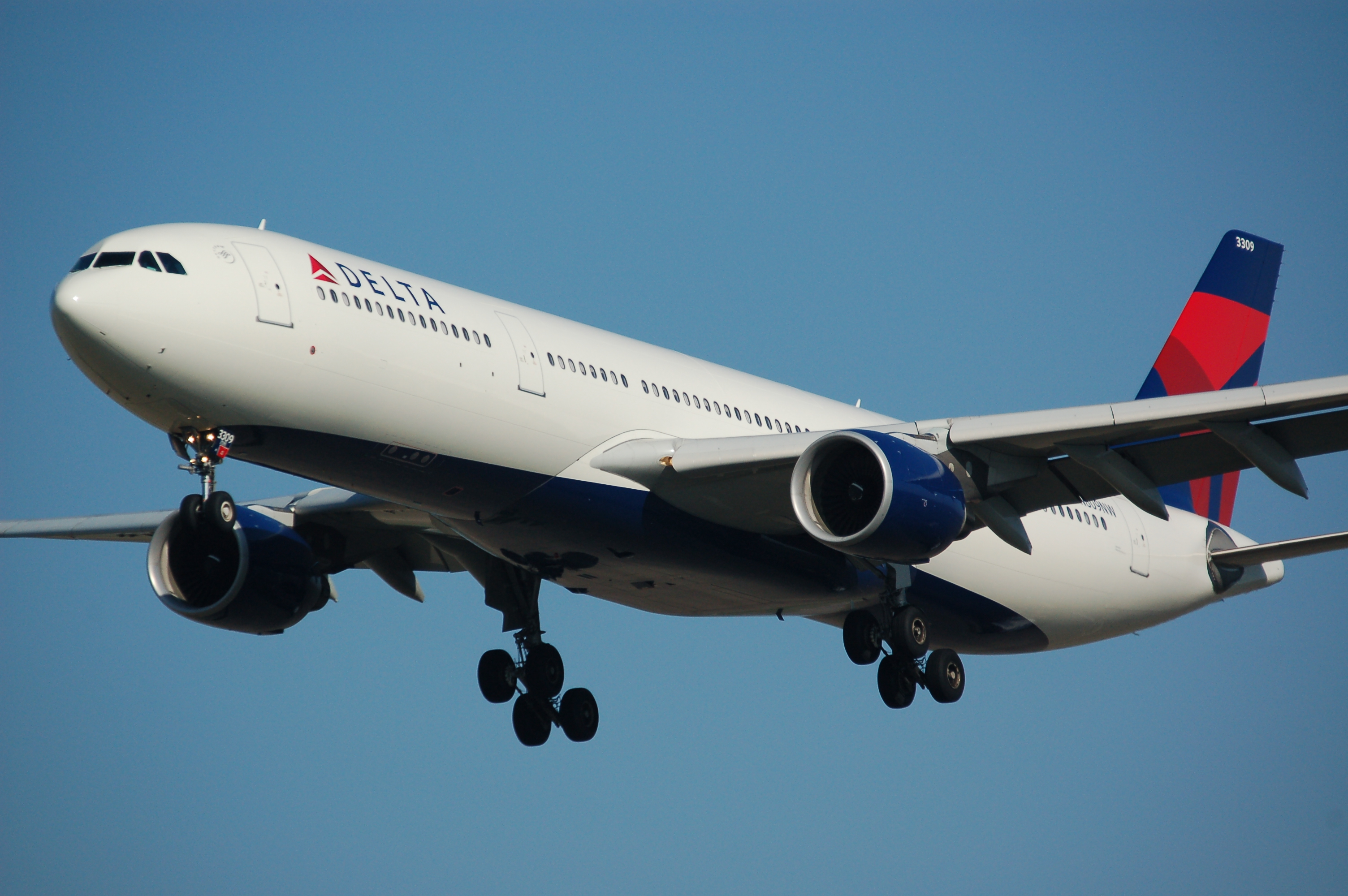
Airbus A330 da Delta Air Lines.

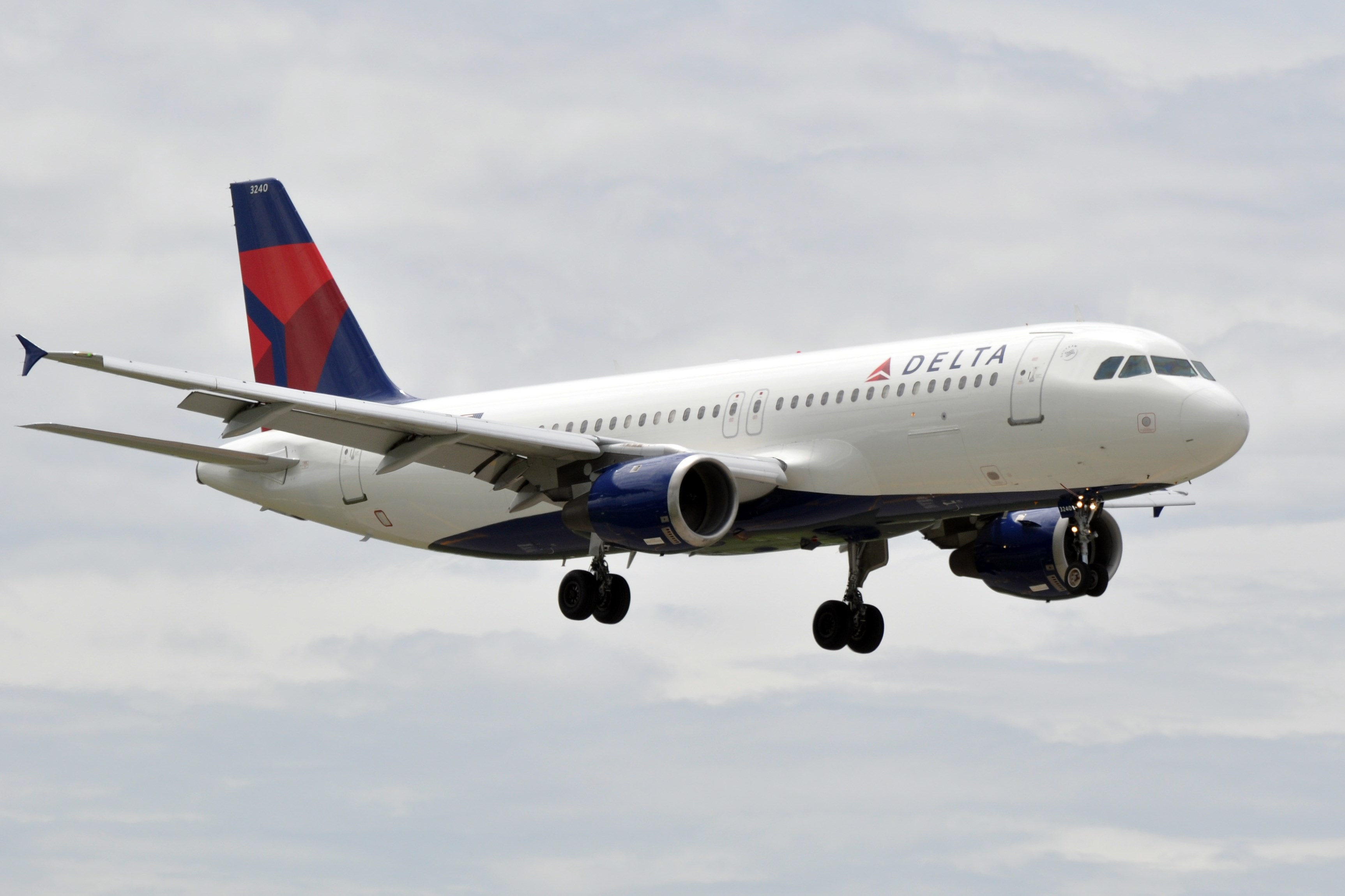
Airbus A320 da Delta Air Lines.

A frota da empresa em 13 de janeiro de 2024 era composta por:
| Aeronave           | Total | Ordens | Passageiros (First/Economy)                          | Nota |
| ------------------ | ----- | ------ | ---------------------------------------------------- | ---- |
| Airbus A220-100    | 45    | -      | 130                                                  |      |
| Airbus A220-300    | 23    | 98     | 130                                                  |      |
| Airbus A319        | 57    | -      | 124(16/108)                                          |      |
| Airbus A320        | 60    | -      | 148(16/132)                                          |      |
| Airbus A321        | 128   | -      |                                                      |      |
| Airbus A321Neo     | 49    | 155    |                                                      |      |
| Airbus A330-200    | 11    | -      | 243(32/211)                                          |      |
| Airbus A330-300    | 31    | -      | 298(34/264)                                          |      |
| Airbus A330Neo     | 27    | 35     |                                                      |      |
| Airbus A350-900    | 28    | -      |                                                      |      |
| Airbus A350-1000   | -     | 20     |                                                      |      |
| Boeing 717-200     | 68    | -      |                                                      |      |
| Boeing 737-800     | 76    | -      | 160(16/144)                                          |      |
| Boeing 737-900     | 171   | -      |                                                      |      |
| Boeing 757-200     | 106   | -      | 183(24/159) - 174(16/158) 182(22/160) - 160 (16/144) |      |
| Boeing 757-300     | 16    | -      | 224(24/200)                                          |      |
| Boeing 767-300     | 45    | -      | 262(24/238)                                          |      |
| Boeing 767-400ER   | 21    | -      | 246(42/204)                                          |      |
| Bombardier CRJ-200 | 21    | -      |                                                      |      |
| Bombardier CRJ-700 | 18    | -      |                                                      |      |
| Bombardier CRJ-900 | 169   | -      |                                                      |      |
| Embraer E170       | 11    | -      |                                                      |      |
| Embraer E175LR     | 132   | -      |                                                      |      |
| Total              | 1313  | 308    |                                                      |      |

## Acidentes e incidentes
- Voo Delta Air Lines 1141,caiu durante a decolagem, matando 14 das 108 pessoas a bordo e ferir outras 76.
- Voo Delta Air Lines 191, o acidente matou 137 pessoas e feriu outras 28.